# Believe in Me (Duff McKagan)
Believe in Me è il primo album da solista di Duff McKagan, bassista dei Guns N' Roses, pubblicato nel 1993. McKagan pubblicò questo album in occasione della sua uscita dall'alcolismo.
Il brano "Believe in Me" venne pubblicato come singolo; questo conteneva altri due brani non contenuti nell'album: "Bambi" (cover di Prince) e "Cracked Actor" (cover di David Bowie).

## Tracce
1. Believe in Me
2. I Love You
3. Man in the Meadow
4. (Fucked Up) Beyond Belief
5. Could It Be You
6. Just Not There
7. Punk Rock Song
8. The Majority
9. 10 Years
10. Swamp Song
11. Trouble
12. Fuck You
13. Lonely Tonite

## Formazione
- Duff McKagan - voce, chitarra ritmica, basso, sintetizzatori, piano, batteria, cori
- Joie Mastrokalos - chitarra solista, cori in "Swamp Song" e "Fuck You"
- Richard Duguay - basso
- Aaron Brooks - batteria
- Ted Andreadis - organo, clavinet

### Altri musicisti
- Slash - chitarra solista in "Believe in Me" e "Just Not There"
- Jeff Beck - chitarra solista in "(Fucked up) Beyond Belief" e "Swamp Song"
- Dizzy Reed - piano, Farfisa organo, cori in "Could It Be You"
- Lenny Kravitz - voce in "The Majority"
- Gilby Clarke - chitarra, cori in "10 Years"
- Sebastian Bach - voce in "Trouble"
- Dave "The Snake" Sabo - chitarra in "Trouble" e "Lonely Tonite"
- Matt Sorum - batteria in "(Fucked up) Beyond Belief"
- West Arkeen - chitarra in "Man in the Meadow", "Swamp Song" e "Fuck You"
- Rob Affuso - batteria in "Fuck You"
- Bobbie Brown-Lane - cori in "Believe In Me"